# Prudencjusz
Prudencjusz – imię męskie pochodzenia łacińskiego, oznaczające "rozważny, roztropny". Było kilku świętych o tym imieniu; najbardziej znany jest św. Prudencjusz, biskup Troyes.
Prudencjusz imieniny obchodzi 6 kwietnia.
Żeński odpowiednik: Prudencja.